# Kalliapseudes borceai
Kalliapseudes borceai is een naaldkreeftjessoort uit de familie van de Kalliapseudidae. De wetenschappelijke naam van de soort is voor het eerst geldig gepubliceerd in 1980 door Bacescu.